# Tortilla Flat (Roman)
Tortilla Flat ist ein Schelmenroman von John Steinbeck aus dem Jahr 1935. Die deutsche Übersetzung von Elisabeth Rotten erschien 1943 unter dem Titel Die wunderlichen Schelme von Tortilla Flat und ab den 1950er Jahren unter dem Originaltitel Tortilla Flat. Die Handlung spielt nach dem Ersten Weltkrieg in der namengebenden Paisano-Siedlung oberhalb von Monterey in Kalifornien und schildert in 17 Episoden humorvoll die Erlebnisse einer Gruppe junger Müßiggänger mexikanisch-indianischer Herkunft.

## Überblick
Tortilla Flat ist kein Roman mit einer stringenten Handlung, sondern eine Sammlung von 17 aufeinander aufbauenden Burlesken um den Protagonisten Danny. Von Geschichte zu Geschichte erweitert sich sein Freundeskreis: Pilon, Pablo, Jesus Maria Corcoran, der Pirat, Big Joe Portagee, alles besitzlose, harmlose Müßiggänger, Lebenskünstler ohne feste Anstellungen mit einem Bedürfnis nach Gemeinschaft. Ihre Gedanken drehen sich ausschließlich um die Grundbedürfnisse ihrer Existenz, die sie sich durch Funde, listenreichen Tauschhandel, kleine Diebstähle und Betrügereien beschaffen. Dabei missachten sie grundsätzlich die Grenzen und Besitzrechte anderer und beruhigen ihr Gewissen durch groteske moralische Rechtfertigungsversuche, ihre Gaunereien seien zum Besten der Bestohlenen oder eine berechtigte Rache für deren Habgier. Die immer wiederkehrenden Bausteine der Geschichten sind: Das Häuschen Dannys als Treffpunkt der Freunde, das „tägliche Wunder des Essens“, die Beschaffung des Hauptgetränks Wein und vor allem des ausgiebigen Trinkens, die Auseinandersetzungen mit dem Wirt Torrelli, das Nichtstun mit dem Sonnenbad auf der Veranda und Tratsch aus ihrer Umgebung, die sexuellen Affären mit promiskuitiven Frauen, denen sie bei ihren Besuchen Geschenke mitbringen, Streit und Versöhnung der Freunde.

## Inhalt
1  Wie Danny, aus dem Kriege heimgekehrt, sich als Erben fand und wie er gelobte, die Hilflosen zu schützen
Nachdem Danny während des Ersten Weltkriegs in Texas Maultiere abgerichtet hat, kehrt er nach Monterey zurück und erfährt, dass ihm sein Großvater zwei alte Häuschen vererbt hat. Danny will jedoch nicht die Verantwortung eines Hausbesitzers übernehmen, betrinkt sich, randaliert und wird ins Gefängnis gesperrt. Nach seiner Flucht trifft er seinen alten Trinkfreund Pilon, ehemaliger Infanterist in Oregon, der ihn zum Branntwein einlädt. Darauf ist Danny so gerührt, dass er alles mit seinen Freunden teilen will.
2  Wie Pilon sich vom Geltungsbedürfnis verlocken ließ, auf Dannys Gastfreundschaft zu verzichten
Pilon schlägt Danny vor, das größere der beiden Häuser zu beziehen. Er fängt einen frei herumlaufenden Hahn, tauscht einige Vasen und Krüge gegen Wein ein und überredet beim Abendessen den Freund, das zweite Haus an ihn zu vermieten. Sie feilschen um den Preis, den Pilon vermutlich nie bezahlen kann.
3  Wie Pilon mit dem Gift der Besitzgier zu ringen hatte, und wie der böse Geist eine Zeitlang Gewalt über ihn bekam
Danny und Pilon besorgen sich durch kleine Gaunereien Wein und Essen, laden sich Frauen ein, prügeln sich um sie und beklagen deren Untreue, als diese inzwischen mit Kochtöpfen verschwunden sind. Nach einem Monat findet Pilon eine Lösung für den fälligen Mietzins. Er trifft den aus dem Gefängnis entlassenen Pablo und gewinnt ihn zum Untermieter. Jetzt hat er Danny gegenüber die Ausrede, er werde die Miete bezahlen, wenn er das Geld von Pablo erhalten habe.
4  Wie Jesus Maria Corcoran, ein guter Mensch, gegen seinen Willen zum Gefäß der Sünde wurde
Nach einem Besuch bei Danny mit Tratsch und Mietzinsanspielungen treffen Pablo und Pilon am Strand den betrunkenen Jesus Maria Corcoran. Er hat ein an Land gespültes Ruderboot in Monterey für sieben Dollar verkauft und einen Teil davon in Wein und einen Seidenschlüpfer für die Prostituierte Arabella Gross umgesetzt. Sie wollen an sein restliches Geld herankommen und machen ihm das gemeinsame Wohnen in ihrem gemieteten Häuschen schmackhaft. Er verspricht ihnen, Miete an den ungeduldigen Danny zu zahlen, aber für seine drei Dollar Bargeld will er zuerst Arabella einen Büstenhalter schenken. Sie diskutieren die sinnvolle Verwendung des Geldes und einigen sich darauf, zuerst einmal Wein und Essen zu besorgen.
5  Wie der heilige Franz eine Umkehr bewirkte und Pilon, Pablo und Jesus Maria sanft bestrafte
Pilon und Pablo haben der Gattin des Wirts Torrelli zwei Liter Wein abgeschmeichelt und dazu noch etwas Brennholz geklaut. Beim Abendessen kommt Jesus Maria mit zerschundenem Gesicht zu ihnen. Er wurde von Soldaten zusammengeschlagen, als er zusammen mit Arabella deren Whisky getrunken hat. Nun wärmen sie sich am Feuer und schlafen müde vom Wein ein. Eine von Pablo gekaufte und zu Ehren des heiligen Franziskus entzündete Kerze kippt um und setzt, durch einen Windzug angefacht, das Haus in Brand. Jesus Maria läuft zu Danny. Der übernachtet gerade bei seiner Nachbarin Mrs. Morales, fragt nur, ob die Feuerwehr da sei und interessiert sich nicht weiter für sein abbrennendes Haus.
6  Wie drei arme Sünder durch Reue Frieden erlangten, und wie Dannys Freunde einander Kameradschaft schworen 
Nachdem ihr Häuschen abgebrannt ist, übernachten Pablo, Pilon und Jesus Maria im Kiefernwald. Am Morgen hat sich in ihrer Nähe eine Picknickgesellschaft niedergelassen. Sie locken sie durch Wildkatzenfauchen und Hilferufe weg, stehlen ihren Essenskorb und bringen diesen zu Danny, um ihm Abbitte zu leisten. Dieser hat sich bereits von der anstrengenden geistigen Verantwortung für seinen Besitz befreit, trinkt und isst sich mit ihnen in ein neues Freundschaftsgefühl hinein und lässt sie alle bei sich wohnen.
7  Wie Dannys Freunde zu einer Hilfskraft des Guten wurden. Wie sie dem armen Piraten beistanden
„Der Pirat“ ist ein geistig einfältiger Mann, der mit seinen fünf Hunden umherzieht und Holz sammelt. Durch den Verkauf hat er über Jahre vermutlich einen kleinen Schatz angesammelt hat. Pilon will herausfinden, wo das Geld versteckt ist. Er besucht ihn mit einer Kerze und einer Zuckerstange als Geschenk in seinem Unterschlupf, einem Hühnerstall. Er erzählt ihm, seine Freunde würden sich wegen der kalten Unterkunft Gedanken um seine Gesundheit machen, doch der Pirat zeigt sich wenig zugänglich. In einem zweiten Anlauf besuchen ihn die Freunde gemeinsam und laden ihn ein, bei zu Danny zu wohnen. Der Pirat bringt jetzt täglich Päckchen mit Essensresten mit, die er von mitleidigen Wirten für sich und seine Hunde geschenkt bekommt, und versorgt so die ganze Gesellschaft. Die Vier verfolgen ihn heimlich auf seinen Waldgängen, um sein Versteck zu entdecken, doch ohne Erfolg. Schließlich warnen sie ihn ganz offen vor Dieben, die Schätze aufspüren können. Der Pirat bringt ihnen daraufhin ein Säckchen mit seinem Ersparten und übergibt es ihnen zur Aufbewahrung. Er hatte gelobt, dem heiligen Franziskus einen goldenen Kerzenhalter zu stiften, wenn er seinen kranken Hund retten würde. Da dies geschah, auch wenn der Hund bald darauf von einem Lastwagen überfahren wurde, muss er sein Versprechen einhalten, sobald er genügend Geld für den Kaufpreis gesammelt hat. Jetzt müssen sie ihm helfen, sein Gelübde zu erfüllen.
8  Wie Dannys Freunde in der St.-Andreas-Nacht nach einem geheimnisvollen Schatz suchten. Wie Pilon ihn fand und wie später ein Paar Tuchhosen zweimal den Besitzer wechselten
Big Joe Portagee („der Portugiese“) hat die Hälfte seines Lebens im Gefängnis gesessen, auch während seiner Militärzeit. Nach der Verbüßung seiner letzten Haftstrafe wegen Abbrennen eines Bordells trifft er auf seinen alten Freund Pilon, der wie alle Paisanos in der St. Andreas Nacht im Wald nach Schätzen sucht. Sie markieren eine verdächtige Stelle, dürfen aber, um der Magie zu entgehen, erst am Tag darauf graben. Sie übernachten in Dannys Haus und stoßen in der nächsten Nacht beim Graben nur auf einen Vermessungspunkt. Aus Enttäuschung betrinken sie sich am Strand mit Wein, den Joe gegen eine geklaute Wolldecke Dannys getauscht hat. Um Joe dafür zu bestrafen, dass er seinen Gastgeber bestohlen hat, zieht Pilon dem Betrunkenen seine feinen Tuchhosen aus und handelt dafür bei Mrs. Torrelli ein Glas Wein ein. Als sie den Raum verlässt, holt Pilon die Hosen aus ihrem Schrank, entdeckt dabei die Decke und verschwindet mit beidem. So kommen die Stücke wieder zu ihren Besitzern zurück.
9  Wie Danny sich in einen Staubsauger verstrickte, und wie seine Freunde ihn erretteten
Dolores Engracia Ramirez hat von Dannys Erbschaft gehört und möchte sich mit ihm anfreunden. Sie lädt ihn zum Wein in ihr Haus ein. Er will ihr ein Geschenk mitbringen und kauft in Mr. Simons Pfandhaus von seinem aus gestohlenen Kupfernägeln erwirtschafteten Geld einen gebrauchten Staubsauger, obwohl Dolores‘ Haus keinen Stromanschluss hat. „Liebchen Ramirez“ gibt aber vor den Freundinnen mit ihrem reichen Freund an, schiebt die Maschine über den Boden und zeigt ihnen die Vorteile des Geräts. Danny verbringt jeden Abend bei ihr. Seine Freunde machen sich Sorgen um seine Gesundheit und wollen das Verhältnis stören. Sie unternehmen verschiedene Versuche, doch für Danny hat Dolores inzwischen ihre Anziehungskraft verloren und er ist froh, ihnen die Auflösung zu überlassen. Pilon klaut den Staubsauger aus ihrem Haus und tauscht ihn bei Torrelli gegen Wein ein, den die Freunde in alter Runde trinken. Mit Schadenfreude hören sie die Nachricht von Torrellis Tobsuchtsanfall, als er merkte, dass der Staubsauger keinen Motor hat.
10  Wie die Freunde einen Korporal trösteten und zum Entgelt eine Lehre über väterliche Moral davontrugen
Der Menschenfreund Jesus Maria Corcoran rettet den obdachlosen 16-jährigen mexikanischen „Corporal“ und dessen kranken Sohn, einen Säugling, vor der Verhaftung und bringt ihn in Dannys Haus. Noch bevor sie einen Arzt holen können, stirbt das Kind. Der junge Mann erzählt ihnen seine Geschichte. Seine Freundin habe ihn gegen einen Capitán ausgewechselt und er sei mit dem Baby in die USA gezogen, damit es „General“ werden könne. Es solle ihm einmal besser gehen als seinem Vater und es solle sich alles nehmen können, was es wolle. Jetzt kehre er nach dem Tod des Kindes wieder nach Mexiko zurück, um Offizier zu werden. Die Freunde nehmen bewundernd von ihm Abschied.
11  Wie unter den widrigsten Umständen die Liebe zu Big Joe Portagee kam.
Big Joe Portagee flüchtet sich aus dem Regen in Tia Ignacias Haus. Er trinkt mit ihr Wein, schläft dann ein. Sie hat sich etwas mehr Unterhaltung gewünscht, ist wütend über seine Passivität und prügelt ihn aus dem Haus. Während er ihren Angriff im Regen mitten auf der Straße abwehrt, verspürt er Lust auf sie um umarmt sie. Ein Polizist kommt vorbei und fordert sie auf, ihr Liebesspiel mitten auf der schlammigen Straße wegen der Gefahr, überfahren zu werden, zu beenden.
12  Wie Dannys Freunde dem Piraten ein Gelübde zu halten halfen, und wie die Hunde des Piraten zum Lohn für ihre Bravheit eine heilige Vision hatten
Nachdem der Geldsack des Piraten aus Dannys Bett verschwunden ist, richtet sich der Verdacht auf Big Joe, als dieser mit einer Gallone Wein auftaucht. Sie verprügeln ihn so lange, bis er den Schatz herausgibt und seine Verfehlung bereut. Danach versöhnen sie sich wieder und helfen dem Piraten, sein Gelübde zu erfüllen. Sie bringen die tausend Münzen zu Pater Ramon. Der kauft einen goldenen Kerzenhalter, predigt am Sonntag über den heiligen Franziskus und lobt den Spender, der von den Freunden fein herausgeputzt gerührt zuhört. Gestört wird der Gottesdienst durch seine in die San–Carlos–Kirche zu ihrem Herrchen hereinstürmenden Hunde. Der Pater verzeiht ihnen im Sinne des tierliebenden Heiligen. Später erzählt der Pirat im Wald den Hunden von der Predigt Ramons. Plötzlich reagieren die Hunde auf einen kurzen leisen Laut und der Pirat glaubt, dass ihnen Franziskus erschienen ist.
13  Wie Dannys Freunde einer verzweifelten Frau zu Hilfe eilten
Teresina Cortez ernährt sich, ihre alte Mutter, die Vieja, und ihre aus verschiedenen Beziehungen stammenden neun Kindern vorwiegend von Maismehlkuchen mit Bohnen, die sie auf den abgeernteten Feldern sammelt. In einem Jahr ist die gesamte Bohnenernte durch andauernden Regen verfault und der Familie droht die Hungersnot. Auch die Gebete der Vieja und ihre Kerzenspenden haben daran nichts geändert und sie ist auf die Heiligen böse. Der mitleidige Jesus Maria Corcoran und seine Freunde sammeln und stehlen in Monterey wahllos Lebensmittel, bringen sie täglich Teresina, so dass ihr Haus bald überfüllt ist. Doch ein Teil davon ist verdorben und die Kinder werden krank. Teresa erklärt den Freunden, dass das bei der bisherigen Ernährung nie geschehen sei. Also besorgen sie aus dem Warenmagazin der „Western Warehouse Company“ vier Säcke mit Bohnen und stellen sie in der Nacht vor ihre Tür. Teresa und die Vieja glauben an ein Wunder und bereuen ihren Zweifel an der Heiligen Jungfrau. Die Kinder gedeihen wieder prächtig und die fast dreißigjährige Teresa ist zum zehnten Mal schwanger, weiß aber nicht, welcher der Freunde der Vater ist.
14  Vom schönen Leben in Dannys Haus. Von einem geschenkten Schweinchen, von dem Schmerz Tall Bobs und der unglücklichen Liebe des Viejo Ravanno
Die Freunde genießen den Tag im Haus und auf der Veranda und erzählen sich kuriose Geschichten: Emilio Murietta schenkte seiner Freundin Cornelia ein Ferkel und es wurde wieder von dem Mutterschwein zurückgeholt. Nachdem Bob Smoke von den Menschen verlacht wurde, versuchte er, sie durch einen vorgetäuschten Selbstmordversuch zur Reue zu bewegen. Als Charlie Meelers ihm die an den Kopf gehaltene Pistole aus der Hand zu schlagen versuchte, schoss er sich die Nasenspitze ab. Petey Ravanno hängte sich aus Verzweiflung über die Zurückweisung durch die kokette Gracie Montez auf und wurde in letzter Sekunde gerettet. Er bekam die Geliebte darauf wegen ihrer Gewissensbisse doch noch zur Frau. Sein Vater wandte dieselbe Methode bei Gracies Schwester Tonia an, wurde aber nicht rechtzeitig gerettet und starb. Tonia lachte darüber und verführte ihren Schwager.
15  Wie Danny in Brüten versank und den Verstand verlor. Wie der Teufel in Gestalt Torrellis einen Angriff auf Dannys Haus machte
Danny will die Verantwortung für das Haus und die Unterkunft der Freunde nicht länger tragen und wünscht sich die Tage der Ungebundenheit zurück. Eines Tages taucht er unter. Nachts holt er Gegenstände aus dem Haus, sogar Pilons Schuhe, und tauscht sie beim Wirt Torrelli gegen Wein ein. Man erzählt sich in der Stadt, dass er betrunken randaliert, sich prügelt, stiehlt und zeitweise ins Gefängnis gesteckt wird. Torrelli taucht eines Tages bei den Freunden auf, sagt ihnen, dass er Dannys Haus von ihm für 25 Dollar gekauft hat, zeigt ihnen den Kaufvertrag für Dannys Haus und fordert sie auf auszuziehen. Sie reißen ihm das Papier aus der Hand und verbrennen es. Später kehrt Danny mit Lebensmitteln, die er von Torrellis Geld gekauft hat, zurück, bestreitet, dass er den Vertrag unterschrieben hat und ist mit der unkonventionellen Lösung des Problems zufrieden.
16  Von Dannys Trübsinn. Wie Dannys Freunde unter Selbstaufopferung eine Gesellschaft gaben. Wie Danny der Welt entrückt wurde
Danny hat sich nach der Rückkehr ins Haus verändert. Er wirkt müde, kraftlos und traurig. Seine Freunde machen sich Gedanken, wie sie ihn aufheitern können. Um Geld für ein Fest zusammenzubekommen, zerlegen sie einen ganzen Tag lang bei Chin Kee Fische. Das spricht sich in Tortilla Flat herum und alle wollen mithelfen. Sie schmücken das Haus, bringen Getränke und Essen, feiern und tanzen die ganze Nacht ausgelassen und prügeln schließlich betrunken aufeinander ein. Danny ist in allen Bereichen der Held der Gesellschaft und der Liebling der Frauen. Wochen später hat sich aus den verschiedenen Aussagen der betrunkenen Gäste eine Fassung herauskristallisiert: Danny wuchs zu einer übermenschlichen  Gestalt, forderte alle zum Kampf auf, stürzte in die vierzig Fuß tiefe Schlucht hinter dem Haus und blieb dort zerschmettert liegen. Die Freunde trugen den Sterbenden in sein Haus, von den lauten Klagen der Frauen begleitet.
17  Wie Dannys traurige Freunde den Konventionen Trotz boten. Wie der Talisman, der sie miteinander verband, verbrannte und jeder der Freunde allein seines Weges zog
Danny wird als ehemaliger Soldat mit militärischer Eskortierung, Fahne, Kavallerie mit Pulverwagen, Kommando und Musik beerdigt. Die Bevölkerung hat für die Feier ihre Trauerkleidung hergerichtet, nur die Freunde haben keine angemessene Ausstattung und müssen die Beisetzung hinter dem Kirchhofzaun versteckt verfolgen. Danach trinken sie in Dannys Haus Wein und reden von seinen großen Taten. Pilon zündet eine Zigarette an, schnippt das Streichholz in den Raum.  Alle schauen zu, wie eine Zeitung und dann das Zimmer Feuer fängt, und lassen das „Sinnbild geheiligter Freundschaft“ abbrennen. Das Haus soll sterben wie Danny. Niemand darf nach ihnen darin wohnen. Dann trennen sie sich und wandern davon, „ein jeder für sich allein“.

## Erläuterungen
- Steinbeck ließ sich bei seinen Erzählungen von Erlebnissen inspirieren, die er in den 1920er Jahren als Gelegenheitsarbeiter in einer Zuckerfabrik mit mexikanischen Arbeitern gemacht hatte.[2]
- Im Vorwort vergleicht er ironisch Dannys Haus mit König Arthurs Tafelrunde und seine Freunde mit den Rittern, die in Schönheit und Weisheit erblühen und in der Welt Gutes stiften wollen.[3] Die Kapitelüberschriften entsprechen strukturell (How....) denen in Thomas Malorys Le Morte d’Arthur (gedruckt 1485), von dem Steinbeck ab 1957 eine Übersetzung in modernes Englisch anfertigte, die 1976, also nach seinem Tod, veröffentlicht wurde: The Acts of King Arthur and His Noble Knights, From the Winchester Manuscripts of Malory and Others.
- In seinem Roman Die Straße der Ölsardinen (Cannery Row, 1945) greift der Autor thematisch und atmosphärisch auf „Tortilla Flat“ zurück: Erzählt werden meist heitere bzw. tragikomische Ereignisse aus dem Hafenviertelmilieu Montereys aus den 1920/30er Jahren.

## Rezeption
- Die ersten beiden Verleger lehnten die Publikation ab, doch Steinbeck erzielte mit seinem vierten Werk den ersten großen Erfolg seiner Schriftstellerkarriere, aber er sah es rückblickend nicht als eines seiner Meisterwerke an.
- In der Rezeption wurden Danny und seine Freunde oft als Tagediebe und Penner beurteilt. Steinbeck reagierte im Vorwort zur Random House-Ausgabe (1937) auf diese Bewertung: „Sie sind Menschen, die ich kenne und mag, Menschen, die sich ihrem Lebensraum erfolgreich anpassen [...] gute, freundliche Menschen, die gerne lachen. […] Wenn ich ihnen mit meinen Geschichten Schaden zugefügt habe, tut es mir leid. Es wird nie wieder passieren.“
- Das Buch wurde in Irland als unmoralisch verboten (Und Teresina entdeckte durch ihre Methode, die sich für sie als unfehlbar erwiesen hatte, dass sie ein Baby erwartete. Als sie ein Quartmaß von den neuen Bohnen in den Kessel tat, sann sie müßig darüber nach, wer von Dannys Freunden wohl dafür verantwortlich war - ist schon ein Höhepunkt an Freizügigkeit).
- Das Buch wurde von der Stadt Monterey als verlogen kritisiert.
- Es wurde mit dem kalifornischen Kritikerpreis ausgezeichnet als das beste Buch eines Heimatautors aus dem Jahr 1935.
- Die Dramatisierung von Jack Kirkland aus dem Jahr 1937 wurde ausgepfiffen.
- Für die Filmrechte wurde der für damalige Verhältnisse enorme Preis von 90.000 Dollar gezahlt.
- Die Geschichte wurde 1942 unter der Regie von Victor Fleming mit John Garfield, Hedy Lamarr, Frank Morgan, Spencer Tracy und anderen verfilmt.

## Aktuelle Ausgabe
- John Steinbeck: Tortilla Flat, Roman (übersetzt von Elisabeth Rotten), dtv, München 1987, ISBN 978-3-423-10764-8 (= dtv Literatur Band 10764).